# 54-es főút
54-es főút (ötvennégyes főút, ungarisch für ‚Hauptstraße 54‘) ist eine ungarische Hauptstraße. Sie nimmt südlich von Kecskemét an der 5-ös főút in Verlängerung der 44-es főút ihren Anfang und führt in südwestlicher Richtung, dabei zunächst den Anschluss 90 der Autobahn Autópálya M5 kreuzend und dann Jakabszállás passierend, durch den Kiskunsági Nemzeti Park (Nationalpark Kiskunság) nach Bócsa und Soltvadkert. Von dort verläuft sie über 3,5 km gemeinsam mit der 53-as főút nach Westen, trennt sich wieder von dieser und erreicht Kecel. Über Császártöltés setzt sich die Straße nach Sükösd, wo sie bei ihrem Auftreffen auf die 51-es főút endet. Die Gesamtlänge beträgt 92 Kilometer.